# Conus nucleus
Espèce
Statut de conservation UICN

 LC  : Préoccupation mineure
Conus nucleus est une espèce de mollusques gastéropodes marins de la famille des Conidae.
Comme toutes les espèces du genre Conus, ces escargots sont prédateurs et venimeux. Ils sont capables de « piquer » les humains et doivent donc être manipulés avec précaution, voire pas du tout.

## Description
La taille de la coquille varie entre 16 mm et 25 mm. La coquille présente de fines stries tournantes. Sa couleur est brun-orange, avec une bande blanche irrégulière, et des taches. L'ouverture est violacée. 

## Distribution
Cette espèce marine est présente au large des îles Mascareignes, de Madagascar, des Philippines, des Maldives, de la Thaïlande, de Guam, des îles Marshall et de l'Australie (Territoire du Nord, Queensland et Australie-Occidentale).

### Niveau de risque d’extinction de l’espèce
Selon l'analyse de l'UICN réalisée en 2011 pour la définition du niveau de risque d'extinction, cette espèce se trouve dans l'ouest de l'océan Indien : notamment sur les côtes de la Réunion, des Maldives, des Seychelles, de Madagascar, également au nord-ouest de l'Australie et à l'ouest de la Thaïlande : on la trouve également dans l'océan Pacifique sur les côtes d'Okinawa, de Guam, des Philippines et des îles Marshall. Également dans les îles Salomon et en Nouvelle-Calédonie. Cette espèce n'est pas commune dans certaines parties de son aire de répartition. Cette espèce est présente dans une vaste aire de répartition et les indicateurs de marché suggèrent une abondance raisonnable à l'état sauvage. Elle n'est donc pas considérée comme étant en danger. Cette espèce est classée dans la catégorie " préoccupation mineure ".

## Taxinomie

### Publication originale
L'espèce Conus nucleus a été décrite pour la première fois en 1848 par l'éditeur et naturaliste britannique Lovell Augustus Reeve dans « Conchologia Iconica, or, illustrations of the shells of molluscous animals »,.

### Synonymes
- Conus (Splinoconus) nucleus Reeve, 1848 · appellation alternative
- Isoconus nucleus (Reeve, 1848) · non accepté
- Kioconus (Isoconus) nucleus (Reeve, 1848) · non accepté
- Leporiconus nucleus (Reeve, 1848) · non accepté